# Mine de Challenger
La mine de Challenger est une mine à ciel ouvert et souterraine d'or située en Australie-Méridionale. Elle appartient à Dominion Mining.